# Callilepis gosoga
Callilepis gosoga är en spindelart som beskrevs av Chamberlin och Willis J. Gertsch 1940. Callilepis gosoga ingår i släktet Callilepis och familjen plattbuksspindlar. Inga underarter finns listade.